# 759 до н. е.

## Події
- Можливий початок правління напівлегендарного царя Лідії Аліатта І.

### Астрономічні явища
- 4 квітня. Кільцеподібне сонячне затемнення.[1]
- 28 вересня. Повне сонячне затемнення.[1]

## Народились
- Осія, останній ізраїльський цар